# Dikstaartsmalvoetbuidelmuis
De dikstaartsmalvoetbuidelmuis (Sminthopsis crassicaudata) is een roofbuideldier uit het geslacht van de smalvoetbuidelmuizen. De wetenschappelijke naam van de soort werd voor het eerst geldig gepubliceerd door John Gould in 1844. De soort komt voor in grote delen van Australië en is daarmee een van de meest algemene smalvoetbuidelmuizen van Australië.

## Kenmerken
De dikstaartsmalvoetbuidelmuis is 60 tot 90 mm lang, met een staart van 45 tot 70 mm en een achtervoet van 14 tot 16 mm. Hij weegt 10 tot 20 gram. Het is een relatief kleine soort met een korte grijsachtige staart (langer in het noorden), zeer grote oren en een scherpgepunte bek. Hij heeft donkere vlekken rond de ogen. Er is een duidelijke grens tussen de witte onderkant en de bruin- of grijsachtige bovenkant.

## Leefwijze
Het is een terrestrisch nachtdier, dat zich voedt met insectenlarven, wormen en andere kleine ongewervelden. Bij koud weer vormen ze kleine groepjes van 10 dieren en kruipen ze bij elkaar in een rotsspleet, onder liggend hout of in een hol.

## Verspreiding
S. crassicaudata is een algemene en wijdverspreide soort in Zuid- en Midden-Australië, waar hij voorkomt op allerlei soorten grasland, bossen en struwelen.

## Voortplanting
Ze paren in mei en juni. De vrouwtjes zijn 12 dagen zwanger, waarna van augustus tot maart 8 tot 10 jongen geboren worden. Als er jongen zijn, dan leven ze solitair.
Sminthopsis aitkeni · Sminthopsis archeri · Sminthopsis bindi · Sminthopsis boullangerensis · Sminthopsis butleri · Dikstaartsmalvoetbuidelmuis (Sminthopsis crassicaudata) · Sminthopsis dolichura · Sminthopsis douglasi · Sminthopsis froggatti · Sminthopsis fuliginosus · Sminthopsis gilberti · Sminthopsis granulipes · Sminthopsis griseoventer · Sminthopsis hirtipes · Sminthopsis leucopus · Sminthopsis macroura · Gewone smalvoetbuidelmuis (Sminthopsis murina) · Sminthopsis ooldea · Sminthopsis psammophila · Sminthopsis stalkeri · Sminthopsis virginiae · Sminthopsis youngsoni